# Glück muß man haben
Glück muß man haben war eine TV-Show der DDR. Erstausstrahlung war 1985 im ersten Programm des DDR-Fernsehens. Sie gehört zu den wenigen DDR-Produktionen, welche nach der Wiedervereinigung nicht abgesetzt und bis 1997 im Mitteldeutschen Rundfunk ausgestrahlt wurden. Moderator der Sendung war zunächst Bernd Martin, sein Nachfolger Wolfgang Lippert erregte mit der Show große Aufmerksamkeit und legte den Grundstein für seine Fernsehkarriere auch in Westdeutschland. Carmen Nebel fungierte als Außenreporterin. Neben den eigentlichen Spielen wurde die Show von mehreren, meist musikalischen, Showacts begleitet.
Das Konzept wurde von Evelin Matt entwickelt. Drei Prominente, die in den jeweils folgenden Sendungen als Gäste auftreten sollten, stellten sich anonym in der Sendung vor. Die Zuschauer sollten auf Grund deren Beschreibung die wahre Identität herausfinden. Aus den richtigen Einsendern wurden die Showpartner für die jeweiligen Prominenten gecastet. Drei Kandidaten, welche jeweils von dem von ihnen erratenen Prominenten unterstützt wurden, traten in der Sendung an. In fünf verschiedenen Aktions- und Kommunikationsspielen versuchten die Teammitglieder sich besser kennenzulernen und möglichst viele Punkte zu sammeln.
Im Finale der Show, in dem die Punkte komplett gesetzt wurden, musste jeder der Kandidaten aus drei vorgestellten Personen eine heraussuchen, die mit dem Prominenten des eigenen Teams etwas verbindet.
Das Team mit den meisten Gesamtpunkten gewann. Hauptpreis war in der Anfangszeit ein Trabant, später dann ein Lada oder VW.
Prominente Spielpartner waren unter anderem Helga Piur, Henry Maske, Herbert Köfer, Alfred Biolek, Kurt Felix, Katarina Witt, Uwe Ochsenknecht, Nena, Hape Kerkeling oder Roland Kaiser.